# Естественный отбор (Новые приключения Человека-паука)
«Естественный отбор» (англ. Natural Selection) — третий эпизод американского мультсериала «Новые приключения Человека-паука», основанного на одноимённом персонаже комиксов Marvel, созданном Стэном Ли и Стивом Дитко. Первый показ состоялся 15 марта 2008 года.

## Сюжет
Человек-паук останавливает группу воров, которые врываются в кондитерскую. Он делает снимки, чтобы продать их в «Daily Bugle» на конкурс. Питер возвращается домой до наступления комендантского часа. Однако, просмотрев фотографии, он видит, что они испорчены из-за вспышки от окна. Тем временем доктор Курт Коннорс вводит себе перед сном экспериментальную сыворотку, пытаясь восстановить свою потерянную правую руку. Позже он просыпается от сильной боли и обнаруживает, что его рука действительно отросла. Его жена Марта не рада, что он экспериментировал на себе без её ведома, но смягчается, увидев реакцию их сына.

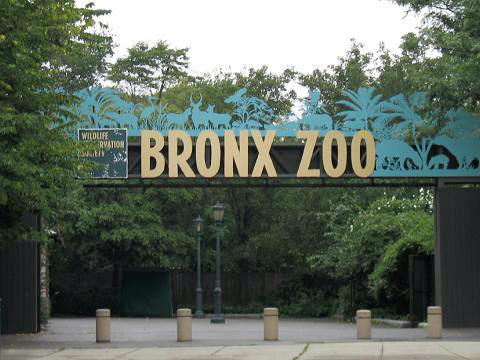
Человек-паук сражается с Ящером в Бронксском зоопарке

В школе Флэш Томпсон и его друг Кенни бросают в Питера водяные шары, от которых он ловко уклоняется, пока не понимает, что это может раскрыть его тайную личность Человека-паука. Вмешивается Гвен и унижает Флэша, заставляя всех смеяться над ним. Затем Гвен и Питер идут в лабораторию Коннорса и помогают Эдди убраться после предыдущей битвы с Электро. Курт говорит студентам отложить уборку и устраивает праздник, показывая всем свою обретённую руку. Они празднуют, пока Марта не замечает, что на новой руке Курта растёт зелёная чешуя. Разум ящерицы берёт верх над учёным. Питер пытается утешить Билли, сына Коннорсов, но его прерывает крик доктора, когда тот начинает превращаться в огромного гуманоидного ящера. После Ящер убегает.
Когда Эдди отправляется в погоню, Питер врёт, что должен уйти и вернуться домой, чтобы тётя Мэй не волновалась, но сам отправляется за Коннорсом в роли Человека-паука. Они оказываются в поезде метро, сражаясь внутри него, снаружи и под ним. Наконец, Человек-паук падает с поезда, а Коннорс убегает. Человек-паук возвращается в лабораторию и берёт готовый чистильщик генов, который необходимо вылить Ящеру в рот. Затем по наводке Брока он направляется в Бронксский зоопарк, где сейчас находится Коннорс.
Человек-паук входит в комнату с ящерицами, где укрылся Коннорс. Ящер нокаутирует его, и Паука выручает Эдди. Когда Питер приходит в сознание, он придумывает план, как заманить Ящера в пруд с белыми медведями. Им почти удаётся, но у Человека-паука начинает звонить будильник. Затем приходит Билли и пытается вразумить своего отца, но это бесполезно, и Человек-паук бросается с Ящером в пруд. Ему удаётся вылить чистильщик генов в рот Коннорса, и тот приходит в норму, вновь теряя правую руку.
На следующий день «Bugle» публикует фотографии Ящера и Человека-паука, сделанные Питером Паркером, который за это получает денежное вознаграждение. Однако, когда Гвен, Эдди и Коннорсы узнают об этом, они разочаровываются тем, что Питер сбежал делать фотографии, и больше не доверяют ему. Хотя Марта понимает, какой трудный выбор сделал Питер, она увольняет его. Он крадёт ещё один флакон с чистильщиком генов и возвращается домой расстроенным. Он возмущается, что не просил наделять себя паучьими силами, и собирается выпить сыворотку. Но он видит фотографию с Беном Паркером и понимает, что он в любом случае спас Курта, и решает, что Человек-паук нужен, по крайней мере пока что, и прячет флакон под своим столом.

## Роли озвучивали
- Джош Китон — Питер Паркер (Человек-паук)
- Лейси Шабер — Гвен Стейси
- Бен Дискин — Эдди Брок
- Дебора Стрэндж — Мэй Паркер
- Ди Брэдли Бейкер — Доктор Коннорс (Ящер)
- Кэт Суси — Марта Коннорс
- Макс Буркхолдер — Билли Коннорс

## Производство
«Естественный отбор» был первым эпизодом, который написал Мэтт Уэйн. Он также написал ещё два эпизода в первом сезоне: «Невидимая рука» и «Новый имидж». Дэвид Баллок был режиссёром серии. Ди Брэдли Бейкер, озвучивающий мультсериалы и видеоигры, продолжил свою роль доктора Коннорса (Ящера).
Эпизод первоначально транслировался 15 марта 2008 года в блоке Kids WB! на CW Network. 23 марта 2009 года Disney XD, транслируя «Новые приключения Человека-паука», показал «Естественный отбор» после двух предыдущих серий, «Выживает сильнейший» и «Взаимодействия».
Грег Вайсман, один из продюсеров мультсериала, придумал непрерывную схему именований эпизодов «Образование с Питером Паркером». Названиях первых трёх серий («Выживает сильнейший», «Взаимодействия» и «Естественный отбор») посвящены теме биологии. Рингтон Питера — «The Itsy Bitsy Spider». Эпизод включает в себя несколько моментов буллет-тайма, которые относятся к тому же стилю, который используется в фильмах франшизы «Матрица».

## Отзывы

Динамика оценок IGN к эпизодам 1 сезона мультсериала

«Естественный отбор» получил признание критиков. Эрик Гольдман из IGN дал эпизоду оценку 8,8 из 10 и похвалил дизайн Ящера, назвав его «самым визуально знакомым злодеем, которого когда-либо представлял мультсериал». Критик также назвал боевые сцены «великолепными», особенно кульминационную битву между Человеком-пауком и Ящером. Гольдман посчитал потерю Питером доверия Коннорсов и Эдди «очень хорошо продуманным, классическим сценарием, в котором Питер Паркер не может победить», и отметил, что этот эпизод проделал «отличную работу», соединив обычную жизнь Питера и его жизнь в роли Человека-паука.
Сезон Эллиот из iF Magazine поставил эпизоду оценку «A-» и написал: «Сам Ящер был хорошим обновлением оригинального персонажа, он всё ещё был в своих рваных штанах, рубашке и лабораторном халате». Эллиот похвалил дизайн за то, что он отличался от дизайна, использованного в мультсериалах 1994 года и 2003 года. Критик заявил, что «не может дождаться фигурки этого парня!». Эллиоту тоже понравился стиль экшна и боевые сцены.
Зрители тоже тепло восприняли эпизод; Screen Rant и сайт CBR поставили его на 7 место в топе лучших эпизодов мультсериала по версии IMDb.